# Бела Торн
Анабела Ейвъри Торн (на английски: Annabella Avery „Bella“ Thorne), по-известна като Бела Торн, е американска актриса, певица, танцьорка, модел, дизайнер и писател. Най-известната ѝ роля е на Сиси Джоунс в сериала на Дисни Ченъл „Раздвижи се“. Снимала се е в над 30 филма и сериала и над 60 реклами. Участва с малка роля и в Магьосниците от Уейвърли Плейс.
Авторка е на песните „Contagious Love“, „This is My Dance Floor“, „Something to Dance For“, „TTYOXOX“ и „Watch Me“.

## Дискография
- Made in Japan (2012)
- Jersey (2014)
- What Do You See Now? (2020)